# یشمه
یشمه (به لاتین: Yaşma) یک منطقه مسکونی در جمهوری آذربایجان است که در شهرستان خیزی واقع شده‌است.